# 目黒町
目黒町（めぐろちょう）とは、神奈川県横浜市瀬谷区の北部にある地名。丁番を持たない単独町名である。住居表示未実施区域。

## 地理
横浜市の最西端にあり（東経139度27分52秒）、境川の大和橋を境に大和市と接している、国道246号の中でも有名な渋滞スポットである「目黒交差点」も当地区にある。近隣に国道246号や国道16号、東名高速道路横浜町田IC、保土ヶ谷バイパス上川井ICがあり、全域が工業地域に指定されているため、工場や運輸施設が点在している。

## 歴史

### 沿革
- 1974年（昭和49年）8月12日 - 町界町名地番整理に伴い、瀬谷町の一部から目黒町を新設する[5]。
- 1986年（昭和61年）2月1日 - 大和市との境界を変更する（境川の流路に合わせる変更）[6]。

## 事業所
2021年（令和3年）現在の経済センサス調査による事業所数と従業員数は以下の通りである。
| 町丁   | 事業所数 | 従業員数 |
| ------ | -------- | -------- |
| 目黒町 | 70事業所 | 1,850人  |

### 事業者数の変遷
経済センサスによる事業所数の推移。
| 年                 | 事業者数 |
| ------------------ | -------- |
| 2016年（平成28年） | 71       |
| 2021年（令和3年）  | 70       |

### 従業員数の変遷
経済センサスによる従業員数の推移。
| 年                 | 従業員数 |
| ------------------ | -------- |
| 2016年（平成28年） | 2,046    |
| 2021年（令和3年）  | 1,850    |

## 目黒町に施設を持つ主な企業
- 日本経済新聞横浜別館
- セコムFSセンター
- テイヒュー（本社を有する）
- ヤマト運輸横浜瀬谷営業所
- 佐川急便横浜瀬谷営業所・横浜緑営業所
- カメガヤ東名町田物流センター
- 日本ロジテム横浜営業所横浜第二倉庫
- 冨士機材神奈川支店

## 商業施設
- おふろの王様 瀬谷店（旧ゆめみ処ここち湯・スーパー銭湯ざぶん）
- パチンコグランドオータ 瀬谷店
- マルハン メガシティ横浜町田
- ABCハウジング 横浜町田会場

## 交通
当地区には、鉄道路線はないが、東急田園都市線南町田グランベリーパーク駅から徒歩20分でいくことができる、またバス路線も有しているので、こちらも利用できる。

### 道路
- 国道246号
- 神奈川県道56号目黒町町田線
- 神奈川県道401号瀬谷柏尾線
- 八王子街道（旧国道16号）
- 東名高速道路

### 路線バス
- 神奈川中央交通
  - 間14・間15：鶴間駅東口 - 目黒 - 新馬場屋敷 - 瀬谷駅・三ツ境駅北口
  - 横04・間01：鶴間駅東口 - 瀬谷入口 - 鶴ヶ峰駅経由 - 横浜駅西口
  - 瀬03：マークスプリングス - 上瀬谷住宅前 - 瀬谷駅

## その他

### 日本郵便
- 郵便番号 : 246-0007[2]（集配局：瀬谷郵便局[9]）。

### 警察
町内の警察の管轄区域は以下の通りである。
| 番・番地・地域等 | 警察署     | 交番・駐在所 |
| ---------------- | ---------- | ------------ |
| 全域             | 瀬谷警察署 | 目黒交番     |